# انجمن روانشناسی کانادا
انجمن روانشناسی کانادا (CPA)،  نخستین سازمانی است که روانشناسان را در سراسر کانادا نمایندگی می کند. در سال ۱۹۳۹ سازماندهی شد و تحت قانون شرکت های کانادا، در می ۱۹۵۰ گنجانده شد.
اهداف آن بهبود سلامت و رفاه همه کانادایی ها است. ارتقا و نوآوری در تحقیقات روانشناختی، آموزش و عمل؛ ارتقاء پیشرفت، توسعه، انتشار و کاربرد دانش روانشناختی؛ و ارائه خدمات با کیفیت بالا به اعضا. 

## تاریخچه
CPA در سال ۱۹۳۸ در آزمایشگاه روانشناسی دانشگاه اتاوا تأسیس شد،  اگرچه تا سال ۱۹۳۹ به طور رسمی سازماندهی نشد.  در ابتدا، هدف CPA کمک به کانادا به جنگ جهانی دوم بود . در واقع، CPA به شدت درگیر ساخت آزمایشی برای وزارت دفاع ملی بود. 

## ساختار سازمانی
دفتر مرکزی CPA در اتاوا، انتاریو واقع شده است. CPA برای هر یک از سه رکن خود یک قانون دارد - علم، عمل، و آموزش.
- وظیفه اداره علوم این است که دولت را برای افزایش بودجه برای تحقیقات روانشناسی، ترویج و حمایت از کار محققان کانادایی در روانشناسی، و آموزش عمومی در مورد یافته های مهم علم روانشناسی، لابی کند. [۴]
- وظیفه اداره تمرین حمایت و تسهیل حمایت از عمل روانشناسی در سراسر کانادا است. [۵]
- وظیفه اداره آموزش نظارت بر اعتباربخشی برنامه های دکترا و کارآموزی در روانشناسی حرفه ای است. [۶]

هیئت مدیره سیاست هایی را تعیین می کند که CPA را هدایت می کند. این سازمان از افسران ریاست جمهوری، مدیران و مقامات اجرایی تشکیل شده است. 

## انتشارات
CPA، با مشارکت انجمن روانشناسی آمریکا ، سه مجله دانشگاهی زیر را به صورت فصلی منتشر می کند:
- مجله کانادایی علوم رفتاری
- مجله روانشناسی تجربی کانادا
- روانشناسی کانادایی [۸]

CPA همچنین فصلنامه ای به نام Psynopsis منتشر می کند. شماره ها حاوی مقالات مختصری در مورد موضوعات خاص مربوط به روانشناسی، و همچنین به روز رسانی از دفتر مرکزی CPA، اخبار کمیته، اطلاعات مربوط به کنوانسیون سالانه، و خیلی بیشتر است. 
Mind Pad یک خبرنامه حرفه ای است که توسط دانشجویان وابسته به انجمن روانشناسی کانادا نوشته و بررسی می شود. خبرنامه هر دو سال یکبار به صورت آنلاین منتشر می شود. 